# AgustaWestland Apache
AgustaWestland Apache — модифікація американського ударного вертольота Boeing AH-64D Apache Longbow, яка проектувалася спільними зусиллями компаній Boeing та Westland Helicopters відповідно до вимог британської армії. Перші вісім гвинтокрилів були побудовані «Боїнгом», а решта 59 були вироблені за ліцензією британською компанією Westland Helicopters на заводі в місті Йовіль з комплектів, які постачав «Боїнг». Від базової версії він відрізнявся двигунами від Rolls-Royce Turbomeca, новим електронним бортовим комплексом оборони та складним гвинтом, який дозволяє використовувати гелікоптер на кораблях. Спочатку вертоліт мав позначення WAH-64, яке дав йому виробник. Згодом британське міністерство оборони присвоїло йому офіційне позначення Apache AH Mk 1, однак найчастіше використовується скорочений варіант — Apache AH1.
Вертоліт брав активну участь в бойових діях на території Афганістану з 2006 року, де був високо оцінений як ефективний засіб авіаційної підтримки. Британські військові пристосували гвинтокрил для експлуатації на кораблях. Як вертоліт палубного базування Apache AH1 успішно використовувався під час військової операції НАТО в Лівії в 2011 році.

## Розробка
В середині 1980-тих британське міністерство оборони розпочало пошук ударного вертольота, який би мав замінити версію Westland Lynx, озброєного протитанковими ракетами BGM-71 TOW. Було розглянуто 127 різноманітних варіантів, що дало змогу конкретизувати вимоги до вертольота. Як результат у 1992-му уряд оголосив про намір придбати вертоліт вогневої підтримки для збройних сил й оприлюднив вимоги до нього. Це викликало значний інтерес у вертольотобудівних компаній. Офіційний конкурс був оголошений наступного року й британський уряд надіслав офіційне запрошення виробникам взяти в ньому участь. Планувалося придбати 91 гвинтокрил загальною вартістю понад 2,5 млрд £. За вигідний контракт виявили бажання позмагатися п'ять учасників. Eurocopter запропонував ударний вертоліт Tiger, італійська Agusta, у свою чергу, виставила на конкурс A129 Mangusta. Компанії Boeing та Sikorsky Aircraft запропонували вертоліт спільної розробки RAH-66 Comanche. У той же час інші виробники вирішили об'єднати свої зусилля з британськими підприємствами, обіцяючи організувати збирання вертольотів на території Британії та активно залучити її підприємства до виробництва комплектувальних. Так американська компанія Bell Helicopter, яка запропонувала АН-1W Venom — удосконалений варіант АН-1W Super Cobra, подала заявку разом із GEC-Marconi, яка була підрозділом американської компанії General Electric. А McDonnell Douglas у боротьбі за контракт вирішив об'єднати свої зусилля з компанією Westland і вони спільно розробили модифікацію AH-64 Apache у відповідності до вимог британського міністерства оборони.
Першими з конкурсу вибули американський «Команч» та італійська «Мангуста», однак між рештою учасників розгорілася запекла боротьба за контракт. Компанії-виробники витратили десятки мільйонів фунтів стерлінгів на лобіювання своїх інтересів в британському парламенті та урядових структурах. До спроб переконати британців придбати вертоліт, який випускає їхня країна, активно залучалися високопоставлені чиновники цих країн. Так це питання неодноразово піднімалося на зустрічах з британських та американських високопосадовців, а французький президент Жак Ширак переконував британців придбати «Тигр». Під час конкурсу висувалися думки, що на рішення, який вертоліт обере Британія може вплинути політика. Так в той період уряд очолював прихильник поглиблення відносин з Європейським Союзом Джон Мейджор, що могло схилити британців до придбання «Тигра». Однак напередодні завершення тендеру міністерство оборони очолив євроскептик Майкл Портільо, що збільшувало імовірність придбання вертольоту американського виробництва.
Окрім лобіювання та політичного підтексту, важливими факторами, які вливали на вибір вертольоту були їх тактико-технічні характеристики, досвід експлуатації, бойова ефективність, також немале значення мала фінансова складова. Крім того британці віддавали перевагу вертольоту, який вже знаходився у серійному виробництві та мав успішний досвід продаж на експорт. Усі три учасники тендеру що залишилися, обіцяли великі контракти для британських підприємств у разі їхньої перемоги. Так представники GEC-Marconi заявляли, що британські виробники зможуть взяти участь в модернізації 220 вертольотів «Кобра», які стояли на озброєнні Корпусу морської піхоти США, що забезпечило би роботою 14000 британців, зайнятих в авіаційній промисловості. У той же час Westland стверджував, що обрання AH-64 надасть Британії вигідні контракти на ремонт та модернізацію 160 «Апачів», які експлуатувалися країнами НАТО в Європі. Подібні заяви лунали й від British Aerospace, яка, у випадку перемоги «Тигра», отримала би 20 % вартості контракту. Крім того вона би мала таку ж частку при виробництві вертольотів для збройних сил Франції та Німеччини. Додатковим бонусом на користь «Тигра» була участь Британії в спільній з Францією та Німеччиною розробці ракети типу «повітря — земля» TRIGAT-LR, яка мала бути інтегрована на «Тигр» та в яку британське міністерство оборони станом на 1995 рік вклало 210 млн £.
Однак більшість цих обіцянок виглядали сумнівно та активно критикувалися. Так віце-президент GEC-Marconi Джері Фішер стверджував, що експортні прогнози компаній-учасниць сильно завищені й перевищують загальний об'єм всього світового ринку ударних вертольотів на наступне десятиліття. У свою чергу суперники Marconi заявляли, що їх плани про залучення британських компаній до модернізації 220 AH-1 є нездійсненні через бажання Конгресу США зберегти робочі місця в американській промисловості на фоні скорочення видатків на оборону. З тих же причин виглядали сумнівними плани Westland щодо ремонту та модернізації AH-64, які експлуатувалися на території Європи. Наміри British Aerospace отримати 20 % від суми контракту виглядали непевно, тому що на той час компанія уже була залучена до виробництва «Тигра», однак виготовляла лише третину фюзеляжу та крила. Залучення Британії до розробки TRIGAT-LR в значній мірі нівелювалося відсутністю у міністерства оборони планів щодо прийняття ракети на озброєння.
Eurocopter Tiger був найновішим серед претендентів, однак станом на 1995 рік він ще не був прийнятий на озброєння, а всього було вироблено лише чотири прототипи. Умови тендеру вимагали розпочати будівництво вертольота в 1998-у, але 29 травня 1993-го військове керівництво Німеччини та Франції підписали угоду про перенесення термінів прийняття вертольота на озброєння на 2000-й рік, що ускладнило перемогу «Тигра». Cobra Venom хоч і був модифікацією випробуваного в боях та освоєного у виробництві AH-1W Super Cobra, однак він навіть не пройшов випробувань. Крім того чисельні вдосконалення, як прицільна система нічного бачення, новий чотирьохлопатний гвинт та нове приладове обладнання кабін екіпажу, значно підвищили його вартість. «Апач» на момент завершення конкурсу уже був добре освоєною у виробництві та експлуатації машиною. Крім того він масово використовувався під час війни в Перській затоці, що робило його вертольотом, який мав найбільший досвід експлуатації в бойових умовах серед усіх претендентів. Хоча його противники вказували на те, що комп'ютерна система вертольота декілька разів не змогла відрізнити дружні війська від противника, що призвело до вогню по своїм, однак Де Йонг з компанії Westland, визнавши недолік, запевнив, що він усунутий на модифікації AH-64D.
У період проведення тендеру британський уряд ухвалив рішення знизити кількість вертольотів, які було заплановано придбати з 91 до 67. Конкурс завершився 13 липня 1995-го, коли міністерство оборони назвало переможцем американський «Апач». Після цього розпочалися переговори щодо умов контракту. Вони успішно завершилися у квітні 1996-го укладанням контракту на придбання 67 AH Mk1, загальна вартість контракту склала 3 млрд £. Рішення придбати ударний вертоліт дістало схвальні відгуки британських військових, наприклад начальник Генерального штабу сер Чарльз Ґасрі оцінив його наступним чином:
| Я не маю жодних сумнівів з приводу того що ударний вертоліт стане найбільшим одномоментним розширенням бойових можливостей Армії за багато років. Він змінить наш спосіб ведення бойових дій. Зараз, коли рішення придбати «Апач» прийняте, Армія повинна забезпечити розробку доктрини, яка би надала змогу найбільш повно використати цю чудову можливість[11]. |
Також підписання контракту було високо оцінене авіаційними експертами, так видання Flight International охарактеризувало придбання вертольота як найбільш важливе для армії за останні десятиліття.
Британський варіант мав відрізнятися від базового AH-64D. Перш за все, британці хотіли оснастити вертоліт потужнішим двигуном власного виробництва RTM322 та встановити новий електронний комплекс бортової оборони. Слід відзначити, що в період реалізації програми вимоги до вертольота мінялися під впливом політичних та безпекових реалій. Наприкінці 1980-х — початку 90-х основною загрозою для Британії були країни Східного блоку, тому ключовою вимогою до гвинтокрила була здатність ефективно боротися з бронетехнікою противника. Однак після розпаду Радянського Союзу, пріоритетними стали гнучкість бойового застосування та можливість швидко перекинути вертольоти в зону бойових дій. Важливою вимогою стала можливість експлуатації на кораблях для вогневої підтримки морських десантних операцій. В Стратегічному оборонному огляді, опублікованому в 1998-у, було зазначено, що «Апач» має експлуатуватися на борту універсального десантного корабля «Оушн», авіаносців типу «Інвінсібл» і «Квін Елізабет» та можливо, десантно-транспортних доків «Булвак» та «Елбіен».

## Виробництво
Після підписання контракту розпочалося виготовлення першого прототипу вертольота, який тоді мав позначення WAH-64. Працівники компанії Westland завершили його збирання 25 вересня 1998-го, що дало початок льотним випробуванням. У цей же час програма придбання вертольота зіткнулася із серйозними труднощами. Ключовим елементом AH-64D, на базі якого розроблявся британський варіант гвинтокрила, була надвтулочна РЛС «Лонґбоу». Однак розробка радара у США зіштовхнулася з проблемами, які були пов'язані з його вагою, загальним впливом на маневреність гелікоптера та можливостями щодо передачі даних.

## Історія есплуатації
Перший Apache AH1 був переданий британським військовим 16 січня 2001-го, всього лиш з кількаденним запізненням від обумовленої контрактом дати. Перші чотири вертольоти, що перебували на озброєнні однієї із ескадрилей 9-го полку армійської авіації досягли початкової експлуатаційної готовності 31 серпня 2004-го. Згідно планів, вертольоти, що надійшли на озброєння, розподілялися наступним чином: 48 «Апачів» були розподілені між шістьма бойовими ескадрильями, кожна з яких експлуатувала по 8 гвинтокрилів, ще 10 вертольотів використовувалися для підготовки особового складу, а решта проходила поглиблене технічне обслуговування або перебувала в резерві. Кожна з шести ескадрилей в бойових умовах мала взаємодіяти із четвіркою багатоцільових вертольотів Westland Lynx AH 7/9. На них покладалося завдання вести розвідку, наводити ударні вертольоти на ціль, перевозити особовий склад та оснащення і виконувати роль повітряних командних пунктів.
Друга ескадрилья, озброєна «Апачами», досягла експлуатаційної готовності влітку 2005-го. Як і попередня, вона входила до складу 9-го полку, що дислокувався на аеродромі аеродромі Дішфорт. Таким чином полк став першим формуванням британської армії, яке експлуатувало нові гелікоптери. Слідом за ним «Апачі» отримали 3-й та 4-й полки армійської авіації, розміщені на аеродромі аеродромі Вотішем. Процес освоєння вертольотів в полках тривав до 2007 року.
Після досягнення початкової експлуатаційної готовності «Апачі» обох ескадрилей 9-го полку були залучені до випробувань, які проходили на Британський армійський навчальний підрозділ Сафілд біля канадського селища Сафілд (Альберта) в провінції Альберта. Після їх завершення британські військові оголосили в травні 2005-го, що вертольоти досягли повної експлуатаційної готовності й можуть виконувати всі поставлені перед ними завдання.
Процес підготовки особового складу, який мав бути залучений до експлуатації «Апачів» зіштовхнувся з рядом проблем, які ускладнювали освоєння вертольота і введення його в експлуатацію. Хоча британське міноборони заключило з «Боїнгом» та «Вестландом» відповідну угоду вартістю 1 млрд £, однак компанії-постачальники не виконали її в обумовлені терміни, що призвело до затримки освоєння нового гвинтокрила британськими військовими. Як результат перехід армійської авіації на «Апачі» затягнувся до лютого 2007-го, що означало трирічне запізнення відносно початкових планів. Через нестачу підготовлених пілотів військові були вимушені помістити частину вертольотів на зберігання, що обійшлося їм у 6 млн £, хоча частково ці додаткові витрати були компенсовані «Боїнгом» та «Вестландом».

## На озброєнні
Велика Британія
- Сухопутні війська
  - Корпус армійської авіації[en]
    - 3-й полк армійської авіації[en]
      - 653-я ескадрилья армійської авіації[en][18]
      - 662-а ескадрилья армійської авіації[en][19]
      - 663-я ескадрилья армійської авіації[en][20]

    - 4-й полк армійської авіації[en]
      - 654-а ескадрилья армійської авіації[en] (розформована у 2014)[21][22]
      - 656-а ескадрилья армійської авіації[en][23]
      - 664-а ескадрилья армійської авіації[en][24]

    - 2-й навчально-тренувальний полк армійської авіації[en]
      - 668-а навчально-тренувальна ескадрилья армійської авіації[25]

    - 7-й навчально-тренувальний полк армійської авіації
      - 673-я навчально-бойова ескадрилья армійської авіації[26]